# Лексингтон (Алабама)
Лексингтон (енгл. Lexington) град је у америчкој савезној држави Алабама. По попису становништва из 2010. у њему је живело 735 становника.

## Демографија
Према попису становништва из 2010. у граду је живело 735 становника, што је 105 (12,5%) становника мање него 2000. године.
| Група             | 2000.       | 2010.       |
| Белци             | 831 (98,9%) | 717 (97,6%) |
| Афроамериканци    | 0 (0,0%)    | 0 (0,0%)    |
| Азијати           | 0 (0,0%)    | 1 (0,1%)    |
| Хиспаноамериканци | 3 (0,4%)    | 6 (0,8%)    |
| Укупно            | 840         | 735         |